# Beautiful (Christina Aguilera)
Beautiful è una canzone di Christina Aguilera, tratta dall'album Stripped. È stata scritta da Linda Perry, ed è una ballata romantica sull'importanza della bellezza interiore e sul sapersi accettare con tutte le proprie imperfezioni e diversità.
La RCA ha lanciato Beautiful nelle stazioni radio americane il 16 novembre 2002. Il singolo si è imposto come un successo mondiale arrivando ai vertici delle classifiche di Australia, Canada, Irlanda, Nuova Zelanda e Regno Unito, e alla numero due nella classifica dei singoli più venduti negli Stati Uniti. A consacrazione della sua eccellente fortuna in Oceania e America, è stato insignito del disco di platino dall'Australian Recording Industry Association e di due dischi di oro rispettivamente dalla Recording Industry Association of America e dalla Recording Industry Association of New Zealand vendendo circa 6 milioni di copie nel mondo.
È una delle canzoni più rappresentative della cantante, e uno dei suoi più grandi successi. Secondo una lista stilata da PopCrush, Beautiful è il singolo «più bello e memorabile di Christina Aguilera». Il brano ha vinto un Grammy Award per la Miglior performance pop vocale femminile nella cerimonia tenuta nel 2004, ed è stato anche candidato come Brano dell'anno. È stata inserita alla numero 52 nella graduatoria dei 100 brani più belli del decennio redatta dal Rolling Stone, e alla numero 18 in quella delle 100 canzoni più belle del decennio di VH1.

## Descrizione
Linda Perry aveva scritto Beautiful molto prima di farla ascoltare a qualcuno e la reputava a lei cara e molto personale ed esitava a condividerla con altre persone. In un primo momento, decise di farla ascoltare solo a Pink che era in fase di stesura del proprio album Missundaztood. La popstar ne rimase affascinata al punto da chiedere all'autrice di poterla incidere per il suo disco, ma la Perry declinò annunciando che avrebbe voluto mantenerla per la propria carriera da cantante. Alcuni mesi dopo, mentre Linda Perry e Christina Aguilera si dedicavano alle sessioni del disco Stripped, Perry decise di fare ascoltare anche alla cantante il brano. Anche a Christina Aguilera piacque così tanto che, mentre Perry lo suonava al pianoforte, la cantante accompagnò la musica col suo canto. Dopodiché, Christina Aguilera supplicò Perry di cederle il brano perché il suo album ne avrebbe avuto bisogno. Perry si sentiva al contempo esterrefatta e confusa perché, nonostante si fosse lasciata trasportare dall'interpretazione spettacolare dell'artista, non avrebbe ancora voluto dare quel pezzo a qualcun altro. Dopo aver fatto di tutto per aver per sé quella canzone, Christina Aguilera convinse l'amica a concederle di cantare il pezzo.
Grazie a questo singolo e alle sue qualità vocali, Christina Aguilera vinse il premio nella categoria Best Female Pop Vocal Performance ai Grammy Awards del 2004. La canzone fu anche nominata nella categoria Song of The Year, premio che tuttavia andò a Dance with My Father, di Richard Marx & Luther Vandross.

## Impatto culturale
Per via del grande impatto avuto nel 2002 Beautiful è stata decretata nel 2011 la canzone pop più empowerment per le persone LGBT del decennio. Il titolo è stato assegnato in seguito ad un sondaggio svolto tra i sostenitori dell'associazione Stonewall che lotta per i diritti omosessuali. Paul Gambaccini, personaggio radiofonico e televisivo inglese, ha commentato: «Recentemente molte delle cantanti più importanti degli Stati Uniti hanno registrato inni sull'auto empowerment come risposta a bullismo, omofobia e misoginia nelle scuole e nella società. Alcune di queste sono diventate delle grandi hit. Quella che ha registrato la maggior parte dei sostenitori online della Stonewall è stata la canzone della lesbica dichiarata Linda Perry Beautiful, resa popolare da Christina Aguilera. Questo brano è all'altezza del suo titolo. Come canzone e come performance, è un grande successo che ha ispirato milioni di giovani in tutto il mondo».

## Video musicale
Il videoclip diretto da Jonas Åkerlund e presentato il 17 novembre 2002 punta l'attenzione su temi importanti come anoressia nervosa, bulimia e l'omosessualità; la canzone ottiene un significativo successo nella comunità LGBT per l'impegno dell'artista nei confronti dei diritti agli omosessuali, impegno che le vale un GLAAD Media Award consegnato dal Gay & Lesbian Alliance Against Defamation (GLAAD).

## Tracce
CD singolo - Versione australiana, canadese ed europea
1. Beautiful – 3:58
2. Dame lo que yo te doy – 3:46
3. Beautiful (Video) – 3:58

CD singolo - Versione francese
1. Beautiful – 3:58
2. Dame lo que yo te doy – 3:46
3. Beautiful (Video) – 3:38
4. Dirty (feat. Redman) (Video) – 3:59

CD singolo - Versione inglese e irlandese
1. Beautiful – 3:58
2. Dirrty (MaUVe Remix) – 8:11
3. Beautiful (Video) – 3:58

CD singolo maxi remix - Versione europea
1. Beautiful (Peter Rauhofer Remix) – 10:34
2. Beautiful (Brother Brown Divine Mix) – 9:07
3. Beautiful (Al B Rich Next Level Mix) – 8:38
4. Beautiful (Brother Brown Mixshow) – 5:15
5. Beautiful (Valentin Club Mix) – 5:57
6. Beautiful (Peter Rauhofer Mixshow) – 6:58

Vinile 12" singolo remix - Versione europea
Lato A
1. Beautiful (Peter Rauhofer Remix) – 10:34

Lato B
1. Beautiful (Al B Rich Next Level Mix) – 8:38
2. Beautiful (Valentin Club Mix) – 5:57

Vinile 12" singolo remix - Versione inglese
Lato A
1. Beautiful (Peter Rauhofer Mix) – 11:00

Lato B
1. Dirrty (MaUVe Main Mix) – 8:11

Vinile 12" singolo - Versione inglese e irlandese
Lato A
1. Beautiful (Shanghai Surprise Mix)
2. Beautiful (Tom Mandolini Mix)

Lato B
1. Beautiful (Brother Brown Mixshow)
2. Beautiful (Brother Brown Divine Mix)

Vinile 12" singolo remix
Lato A
1. Beautiful (Peter Rauhofer Club Mix) – 7:01
2. Beautiful (Brother Brown Mixshow) – 5:01

Lato B
1. Beautiful (Al B Rich Next Level Mix) – 8:33
2. Beautiful (Club Mix) – 5:51

Vinile (x2) 12" promo singolo
Vinile 1 lato A
1. Beautiful (Peter Rauhofer Remix) – 10:29

Vinile 1 lato B
1. Beautiful (Brother Brown Divine Mix) – 9:17

Vinile 2 lato A
1. Beautiful (Al B Rich Next Level Mix) – 8:33
2. Beautiful (Brother Brown Mixshow) – 4:55

Vinile 2 lato B
1. Beautiful (Valentin Club Mix) – 5:51
2. Beautiful (Peter Rauhofer Mixshow) – 6:58

## Cover
- La stessa Aguilera ha registrato una nuova versione di Beautiful, intitolata You Are What You Are, che è stata inclusa nel greatest hits Keeps Gettin' Better - A Decade of Hits.
- Chaka Khan e Kenny G hanno inciso un'ulteriore versione del brano nell'album At Last...The Duets Album (2004).
- Elvis Costello ha inciso una cover della canzone che è stata proposta nella seconda puntata della seconda stagione del serial tv Doctor House. La puntata in questione si chiama: Il coraggio di morire.
- Nel programma televisivo Britannico Hit Me Baby One More Time, Gloria Gaynor ha eseguito una versione disco della canzone.
- Nel Guns N' Roses' Tour del 2006, i chitarristi Richard Fortus e Robin Finck hanno eseguito una cover strumentale del pezzo.
- La band alternative rock statunitense Lemonheads ha presentato una cover del brano nell'album Varshons (2009).
- Nell'ottobre 2012 il cast della serie televisiva Glee interpreta una cover del brano.
- Nel 2014 il brano viene reinterpretato in chiave punk rock dalla cover band statunitense Me First and the Gimme Gimmes nell'album Are We Not Men? We Are Diva!

## Successo commerciale
Dopo il fallimento di Dirrty nelle classifiche USA, la casa discografica decide di pubblicare Beautiful per cercare di incrementare le vendite dell'album. La scelta si rivela molto azzeccata: il singolo arriva fino alla numero 2 della Hot 100 e ha successo in tutto il mondo. Nel Regno Unito è il quarto singolo di Aguilera ad arrivare al numero 1, dove rimane per 2 settimane, e raggiunge la prima posizione in molti altri paesi: Argentina, Australia (seconda numero 1 per la cantante dopo Lady Marmalade e disco di platino), Canada (terza numero 1 per la Aguilera dopo Genie in a Bottle e What a Girl Wants), Cile (per 4 settimane), Nuova Zelanda.

## Classifiche
| Classifica (2003)   | Posizione massima |
| ------------------- | ----------------- |
| Australia           | 1                 |
| Austria             | 5                 |
| Belgio (Fiandre)    | 3                 |
| Belgio (Vallonia)   | 18                |
| Canada              | 1                 |
| Danimarca           | 9                 |
| Francia             | 27                |
| Germania            | 4                 |
| Irlanda             | 1                 |
| Italia              | 8                 |
| Norvegia            | 5                 |
| Nuova Zelanda       | 1                 |
| Paesi Bassi         | 4                 |
| Regno Unito         | 1                 |
| Stati Uniti         | 2                 |
| Stati Uniti (Pop)   | 1                 |
| Stati Uniti (Dance) | 1                 |
| Svezia              | 3                 |
| Svizzera            | 7                 |

### Classifiche di fine anno
| Classifiche (2003) | Posizione massima |
| ------------------ | ----------------- |
| Australia          | 24                |
| Austria            | 45                |
| Germania           | 56                |
| Irlanda            | 16                |
| Italia             | 64                |
| Nuova Zelanda      | 3                 |
| Paesi Bassi        | 35                |
| Regno Unito        | 23                |
| Svezia             | 27                |
| Svizzera           | 66                |
| Stati Uniti        | 16                |